# Sovice u Brzánek
Sovice u Brzánek je přírodní památka na severovýchodním okraji obce Brzánky v okrese Litoměřice. Chráněné území s rozlohou 1,16 ha, které bylo vyhlášeno 14. srpna 2012, je v péči Krajského úřadu Ústeckého kraje.

## Předmět ochrany
Přírodní památka se rozkládá pod jihovýchodním svahem vrchu Sovice (278 m) nad nivou Labe. Důvodem jeho zřízení je ochrana evropsky významné lokality Natura 2000 polopřirozených suchých trávníků a facií křovin na vápnitém podloží.